# Molossops
Molossops là một chi động vật có vú trong họ Dơi thò đuôi, bộ Dơi. Chi này được Peters miêu tả năm 1865. Loài điển hình của chi này là Dysopes temminckii Burmeister, 1854.

## Các loài
Chi này gồm các loài: